# Stefan Flückiger (Agronom)
Stefan Daniel Flückiger (* 1. März 1960) ist ein Schweizer Agrarökonom. Er wurde in der Öffentlichkeit vor allem durch seinen konsequenten Einsatz für das Tierwohl bekannt, war Geschäftsführer von Bio Suisse und Leiter Agrarpolitik beim Schweizer Tierschutz (STS).

## Lebenslauf
Flückiger absolvierte eine landwirtschaftliche Berufslehre an der Landwirtschaftlichen Schule Rütti-Zollikofen. 1985 bis 1990 machte er eine Ausbildung an der ETH Zürich zum Agronomen.
Von 1991 bis 1997 war er Lehrbeauftragter beim Institut für Agrarwirtschaft an der ETH Zürich. Von 1997 bis 2001 war er Projektleiter und Geschäftsführer im Generalsekretariat und Amt für Wirtschaft des Kantons St. Gallen. Von 2001 bis 2007 war er beim Migros-Genossenschafts-Bund Stellvertretender Leiter der Direktion Wirtschaftspolitik und Leiter Agrarpolitik. Von 2008 bis 2009 war er Leiter Public Affairs bei den Kraftwerken Oberhasli.
Ab Mitte August 2009 war er Geschäftsführer von Bio Suisse, bevor das Arbeitsverhältnis aufgrund unterschiedlicher Auffassungen über die strategische Ausrichtung und deren Umsetzung auf Mitte Mai 2010 in gegenseitigem Einvernehmen aufgelöst wurde. Von 2012 bis 2013 war er Leiter des Ressorts Nachhaltigkeit/Qualitätsmanagement im Departement Marketing des Migros-Genossenschafts-Bundes. Von 2013 bis 2014 hatte er einen Lehrauftrag der Berner Fachhochschule bei der Hochschule für Agrar-, Forst- und Lebensmittelwissenschaften in Zollikofen. Ab Mai 2014 war er Dozent an der Zürcher Hochschule für Angewandte Wissenschaften.
Ab 2019 war Flückiger Geschäftsführer beim Schweizer Tierschutz STS, bis er auf Mitte Juli oder Ende August 2023 die Kündigung einreichte. Auslöser war Flückigers Einsatz für mehr Tierwohl, durch die Förderung des Absatzes von Label-Fleisch. Dazu hatte er die Marktmacht von Coop und Migros angeprangert, welche bei den Label-Produkten höhere Margen kassieren würden als beim konventionellen Produkten. Er wollte die Detailhändler zusammen mit dem Schweizer Bauernverband bei der Wettbewerbskommission verklagen. Der Bauernverband machte dabei aber nicht mit. Nachdem auch die STS-Geschäftsleitung dagegen entschieden hatte, erfolgte die Trennung vom STS. Im Mai 2023 gründete er zusammen mit Mathias Binswanger den Verein Faire Märkte Schweiz (FMS) und wurde dessen erster geschäftsführender Präsident.

## Veröffentlichungen
- Stefan Daniel Flückiger: Klimaänderungen. Ökonomische Implikationen innerhalb der Landwirtschaft und ihrem Umfeld aus globaler, nationaler und regionaler Sicht. Dissertation, Eidgenössische Technische Hochschule Zürich, 1995
- Stefan Flückiger und Peter Rieder: Klimaänderung und Landwirtschaft. Ökonomische Implikationen innerhalb der Landwirtschaft und ihres Umfeldes aus globaler, nationaler und regionaler Sicht. vdf, Zürich 1997, ISBN 3-7281-2443-5 (Projektschlussbericht im Rahmen des nationalen Forschungsprogrammes „Klimaänderungen und Naturkatastrophen“, NFP 31)
- Stefan Flückiger [u. a.]: Klimaänderung und Naturkatastrophen im Berggebiet. Auswirkungen auf die Landwirtschaft und ihr sozioökonomisches Umfeld am Beispiel der Surselva GR. vdf, Zürich 1997, ISBN 3-7281-2444-3 (Projektschlussbericht im Rahmen des nationalen Forschungsprogrammes „Klimaänderungen und Naturkatastrophen“, NFP 31)